# Баро (Чад)
Баро (фр. Baro) — город и супрефектура в Чаде, расположенный на территории региона Гера. Входит в состав департамента Гера.

## Географическое положение
Город находится на юге центральной части Чада, к северу от заповедника Абу-Тельфан, на высоте 630 метров над уровнем моря.
Населённый пункт расположен на расстоянии приблизительно 414 километров к востоку от столицы страны Нджамены.

## Население
По данным официальной переписи 2009 года численность населения Баро составляла 48 158 человек (22 995 мужчин и 25 163 женщины). Население супрефектуры по возрастному диапазону распределилось следующим образом: 53,2 % — жители младше 15 лет, 41,6 % — между 15 и 59 годами и 5,2 % — в возрасте 60 лет и старше.

## Транспорт
Ближайший аэропорт расположен в городе Монго.